# Silver King
Silver King, pseudonimo di César Cuauhtémoc González Barrón (Torréon, 9 gennaio 1968 – Londra, 11 maggio 2019), è stato un wrestler e attore messicano.

## Biografia
Figlio del wrestler Dr. Wagner, debuttò nel mondo del wrestling a soli 17 anni con il ringname Black Tiger e in seguito lo cambierà in Silver King (re d'argento).
La sua carriera, durata vent'anni, è terminata nel 2005 ma tornò a combattere per un breve periodo dal 2017 al 2019.
Svolse inoltre alcuni ruoli da attore il più famoso dei quali è Ramses, l'antagonista del film Super Nacho.
È morto a Londra durante un combattimento l'11 maggio 2019.

## Vita privata
Aveva un fratello e un nipote, entrambi wrestler con rispettivamente i ringname Dr. Wagner Jr e El Hijo de Dr. Wagner Jr.